# Wendy Doolan
Wendy Doolan, född 16 december 1968 i Sydney i Australien, är en professionell golfspelare. Han var i huvudsak aktiv på den amerikanska LPGA-touren.
Doolan började att spela golf vid 14 års ålder. 1991 blev hon tvåa i British Women's Amateur Championship och hon blev proffs senare samma år. De första åren som proffs spelade hon i Asien och Europa och på andratouren, Futures Tour, i USA. Hon slutade på 21:a plats i 1995 års LPGA Tour Qualifying Tournament och har spelat på LPGA-touren sedan 1996. Hennes tre segrar på touren kom 2001 i LPGA Champions Classic, 2003 i Welch's/Fry's Championship och 2004 i Evian Masters. Evian Masters, som spelas i Frankrike, är den näst mest penningstarka tävlingen inom damgolfen efter US Womens Open och räknas som major på Ladies European Tour. Hennes bästa resultat i en major på LPGA-touren är en delad sjunde plats i US Womens Open 2001.